# Theodorus Adrianus Willem Ruys
Theodorus Adrianus Willem Ruys, (Rotterdam, 26 mei 1904 – Wassenaar, 5 november 1989) was een telg uit een oud geslacht van Rotterdamse reders en een verzetsstrijder uit de Tweede Wereldoorlog.

## Opleiding
Na zijn schoolopleiding aan het Rotterdamsch Lyceum was hij werkzaam als stagiair bij Ruys & Co in Antwerpen. Vervolgens kreeg hij zijn maritieme opleiding in het voormalige Nederlands-Indië en in Australië. Op 24-jarige leeftijd werd hij lid van de firma Wm. Ruys & Zonen, die de directie voerde over de Koninklijke Rotterdamsche Lloyd. Zijn werkterrein lag voornamelijk in de passage- en personeelssector. 

## De oorlogsjaren
In de oorlogsjaren liepen de scheepvaartactiviteiten bij de Koninklijke Rotterdamsche Lloyd tot een minimum terug. In het begin van 1944 kwam Ruys in contact met Jan Thijssen (1908-1945). Thijssen had in april 1943 met een aantal geestverwanten de Raad van Verzet (RVV) opgericht. In het begin van 1944 was hij druk bezig met de opbouw van de Radiodienst van de Raad van Verzet. Het streven van Thijssen was er op gericht om in Rotterdam een sabotagegroep van de RVV  en een zendgroep van de Radiodienst op te richten.

### De RD-Rotterdam
Thijssen verstond de kunst om mensen te enthousiasmeren en aan zich te binden. Veelal omringde hij zich met mensen die hoog waren opgeleid, in het bedrijfsleven hun sporen hadden verdiend en maatschappelijk waren geslaagd. Misschien niet geheel toevallig hadden deze mensen de beschikking over een netwerk van gelijkgestemden. De meeste van deze geestverwanten bekleedden in de maatschappij leidinggevende functies dus waren zij uitermate geschikt om binnen de topstructuur van de RVV en de Radiodienst te functioneren. Ruys was een persoon die op alle fronten voldeed aan het profiel dat Thijssen van een leidinggevende voor ogen had. 
Een van de naaste medewerkers van Thijssen bij het Operatiecentrum van de RVV was Eduard H.M. Hoogeweegen (1905-1975). Hoogeweegen was directeur van de Rotterdamsche distilleerderij Hulstkamp & Zoon en Molijn. Hij gaf de aanzet voor de vorming van zowel een afdeling van de Radiodienst (RD) alsmede een sabotage groep van de RVV in Rotterdam. Voor de vorming van een Rotterdamse zendafdeling van de RD-Rotterdam nam Hoogeweegen op aanwijzing van Thijssen contact op met Ruys. Na enige bedenktijd werd Ruys in maart 1944 commandant van de RD-Rotterdam. Ruys wist welke gevaren er aan de deelname aan het Nederlands verzet tegen de vijand kleefden. Zijn neef Willem Ruys (1894-1942) werd als notabele Rotterdammer door de Duitsers gegijzeld en samen met nog vier anderen als represaillemaatregel op 15 augustus 1942, in de Goirlese bossen, gefusilleerd.

### Het radiocontact met Londen
Vanaf het moment dat Ruys het besluit nam om met Thijssen samen te gaan werken waren er diverse marconisten van de Koninklijke Rotterdamsche Lloyd die het voorbeeld van hun directeur volgden en als telegrafist bij de RD-Rotterdam aan het werk gingen. Het zou tot eind juli 1944 duren eer de Rotterdamse zendafdeling van de RD-Rotterdam met het binnenlandse zendernet en de centrumzender "Roek" in de lucht waren. Tezelfdertijd kreeg de RD-Rotterdam een zender met codes en een zendplan die radiografisch contact met het Bureau Inlichtingen (BI) en de Nederlandse regering in Londen mogelijk maakte. Vanaf dat moment gingen de agenten Andreas Wilhelmus Maria Ausems (1904-1955) en Ben Buunk (1917-1945) nauw met de RD-Rotterdam samenwerken. Dit radiocontact met het BI en de Nederlandse regering in Londen ging aan het einde van januari 1945 verloren. Maar inmiddels bestond al sinds eind september 1944 radiocontact met het Hoofdkwartier van het BI in het bevrijde Eindhoven. Na de bevrijding van Eindhoven op 19 september 1944 had het hoofd van het BI, Jan Marginus Somer, met een gedeelte van zijn staf zich in het Van Abbemuseum in Eindhoven gevestigd.

### Commandant van de RVV-brigade Rotterdam
In oktober 1944 werd Theo Ruys commandant van de RVV-brigade Rotterdam. Als gevolg van de integratie van de RVV, de Ordedienst (OD) en de Landelijke Knokploegen (LKP) in de Binnenlandse Strijdkrachten werd Ruys in februari  1945 commandant van de Binnenlandse Strijdkrachten-Zuid.

## Na de oorlog
Tijdens de Tweede Wereldoorlog was het aantal schepen van de Koninklijke Rotterdamsche Lloyd door verlies en schade meer dan gedecimeerd. Na de bevrijding van Nederland nam Ruys de draad binnen de scheepvaart weer op. In september 1945 scheepte hij zich in op de "Kota Gedé". In de rang van luitenant-kolonel voer hij als commandant van een detachement naar Nederlands-Indië. Het detachement bestond uit ongeveer honderd en dertig personen. De groep bestond uit onder meer rubberplanters, doktoren,  scheepvaartmensen en administratief personeel. Het administratief personeel was o.a. afkomstig van de Koninklijke Shell.

## Nederlands-Indië
In Nederlands-Indië vervulde Ruys eerst de functie van Directeur van de Nederlands-Indische Scheepvaart Organisatie. In deze Scheepvaart Organisatie waren vier Nederlandse scheepvaartmaatschappijen verenigd. De Koninklijke Rotterdamsche Lloyd, de Stoomvaart Maatschappij Nederland, de Koninklijke Paketvaart Maatschappij en de Java-China-Japan Lijn. Omstreeks februari 1946 werd Ruys Hoofd van het Centraal Evacuatiekantoor voor zowel de interne als externe repatriëring naar Nederland, Australië, Siam en Ceylon. Onder de repatriërenden bevonden zich ook Ambonezen. Het Evacuatiekantoor werd in 1946 ontbonden. De scheepvaartmaatschappijen namen de zaken weer in eigen hand.

## Terug in Nederland
Na terugkeer in Nederland wijdde Ruys zich weer geheel aan de Koninklijke Rotterdamsche Lloyd. Na het in de vaart komen van de "Willem Ruys" maakte hij de eerste reis van dit schip naar Indonesië in december 1947 mee. De "Willem Ruys" zou later bekend worden onder de naam "Achille Lauro". Ook de sociale aspecten van de Scheepvaart wekten zijn interesse. Hij was betrokken bij de oprichting van de Sociale Commissie voor Zeelieden, hij was lid van het bestuur van de Stichting Zeemanswelzijn alsmede van de Raad van Bestuur voor de Zeevaart. Vele jaren was Ruys lid van de Commissie van Advies van de Gemeentelijke Hogere Zeevaartschool en van de Commissie van Toezicht op het Gemeentelijk Internaat voor de Zeevaart. Op 1 januari 1970 kwam er, na een dienstverband van eenenveertig jaar, als firmant van Wm. Ruys & Zonen en als directeur van de Koninklijke Rotterdamsche Lloyd, een einde aan zijn maritieme carrière. 

## Onderscheidingen
Benoeming tot Officier in de orde van Oranje-Nassau en tot Ridder in de orde
van de Nederlandse Leeuw.